# Gare de Shinanomachi
La gare de Shinanomachi (信濃町駅, Shinanomachi-eki) est une gare ferroviaire de la ville de Tokyo au Japon. Elle est située dans le quartier de Shinanomachi dans l'arrondissement de Shinjuku. La gare est desservie par la ligne Chūō-Sōbu de la JR East.

## Situation ferroviaire
La gare de Shinanomachi est située au point kilométrique (PK) 16,2 de la ligne Chūō-Sōbu.

## Histoire
La gare a été inaugurée le 9 octobre 1894.

## Services aux voyageurs

### Accès et accueil
La gare dispose d'un bâtiment voyageurs, avec guichet, ouvert tous les jours.

### Desserte
- Ligne Chūō-Sōbu  :
  - voie 1 : direction Shinjuku, Nakano et Mitaka
  - voie 2 : direction Akihabara, Funabashi et Chiba